# Borkowo Kościelne (gromada)
Borkowo Kościelne (pocz. Borkowo-Kościelne; pod koniec Borkowo; od 1 I 1960 Sierpc) – dawna gromada, czyli najmniejsza jednostka podziału terytorialnego Polskiej Rzeczypospolitej Ludowej w latach 1954–1972.
Gromady, z gromadzkimi radami narodowymi (GRN) jako organami władzy najniższego stopnia na wsi, funkcjonowały od reformy reorganizującej administrację wiejską przeprowadzonej jesienią 1954 do momentu ich zniesienia z dniem 1 stycznia 1973, tym samym wypierając organizację gminną w latach 1954–1972.
Gromadę Borkowo-Kościelne (z użyciem łącznika) z siedzibą GRN w Borkowie-Kościelnym (w obecnym brzmieniu Borkowo Kościelne) utworzono – jako jedną z 8759 gromad na obszarze Polski – w powiecie sierpeckim w woj. warszawskim, na mocy uchwały nr VI/10/19/54 WRN w Warszawie z dnia 5 października 1954. W skład jednostki weszły obszary dotychczasowych gromad Białebłoto, Borkowo Kościelne, Borkowo Wielkie, Dąbrówki, Kisielewo, Mieszaki i Wilczogóra ze zniesionej gminy Borkowo w tymże powiecie. Dla gromady ustalono 18 członków gromadzkiej rady narodowej.
W wykazie gromad z 1956 roku, jednostka występuje jako gromada Borkowo Kościelne, tzn. bez łącznika, natomiast w Dzienniku Ustaw z 1959 mowa jest o gromadzie Borkowo z siedzibą GRN w Borkowie.
31 grudnia 1959 1 stycznia 1960 do gromady Borkowo przyłączono obszary zniesionych gromad Piastowo i Studzieniec (bez kolonii Studzieniec oraz osad Borowo i Wymysłów) w tymże powiecie; równocześnie siedzibę GRN gromady Borkowo przeniesiono z Borkowa do miasta Sierpc (nie wchodzącego w skład gromady), utrzymując jednak nazwę gromady bez zmiany i zmieniając nazwę jednostki na gromada Sierpc (wykreślone zmiany retroaktywnie uchylone uchwałami z 25 lutego 1960).